# Sher-oo!
Sher-oo! è il terzo album in studio della cantante britannica Cilla Black, pubblicato nel 1968.

## Tracce
Side 1
1. What the World Needs Now Is Love (Burt Bacharach, Hal David)
2. Suddenly You Love Me (Daniele Pace, Mario Panzeri, Lorenzo Pilat, Peter Callander)
3. This is the First Time (Burt Bacharach, Hal David)
4. Follow the Path of the Stars (Doug Flett, Guy Fletcher)
5. Misty Roses (Tim Hardin)
6. Take Me in Your Arms and Love Me (Barrett Strong, Roger Penzabene, Cornelius Grant)

Side 2
1. Yo Yo (Joe South)
2. Something's Gotten Hold of My Heart (Roger Greenaway, Roger Cook)
3. Step Inside Love (John Lennon, Paul McCartney)
4. A Man and A Woman (Un Homme et Une Femme) (Francis Lai, Pierre Barouh, Jerry Keller)
5. I Couldn't Take My Eyes Off You (Bobby Willis, Clive Westlake)
6. Follow Me (Paddy Roberts)